# Râul Frumușeaua
Râul Frumușeaua este un curs de apă, afluent al Vișeu. 